# Fasciola flaccida
Fasciola flaccida är en djurart som tillhör fylumet slemmaskar, och som beskrevs av Cornelius Herman Muller 1774. Fasciola flaccida ingår i släktet Fasciola, fylumet slemmaskar och riket djur. Inga underarter finns listade i Catalogue of Life.